# Rusudan Gotsiridze
Rusudan Gotsiridze, en géorgien : რუსუდან გოცირიძე, née le 8 février 1975 à Tbilissi en République socialiste soviétique de Géorgie, est évêque de l’Église évangélique-baptiste de Géorgie et une militante sociale, qui agit pour la défense de l'égalité des sexes. Elle est à l'origine du dialogue interconfessionnel pour soutenir les minorités religieuses et protéger la liberté d'expression religieuse en Géorgie, en particulier pour la minorité musulmane. Premier évêque femme, elle l'un des premiers membres de la communauté religieuse, en Géorgie, à soutenir publiquement les droits de la communauté Lesbiennes, gays, bisexuels et transgenres.
Elle est également intervenue, en 2013, au 6e forum de l'Organisation des Nations unies, sur les questions des minorités religieuses en Géorgie.
Elle reçoit, le 4 mars 2014, de Heather Higginbottom (en), représentant le Département d'État des États-Unis, le Prix international de la femme de courage,.